# 異世界迷宮の最深部を目指そう
『異世界迷宮の最深部を目指そう』（いせかいめいきゅうのさいしんぶをめざそう）は、割内タリサによる日本のライトノベル。略称は「いぶそう」。 小説投稿サイト『小説家になろう』にて2012年10月から連載を開始し、2021年5月に本編完結（全513話）。オンライン小説をもとに内容を加筆・修正を加えた書籍がオーバーラップ文庫（オーバーラップ）より2014年7月から刊行されている。イラストは鵜飼沙樹が担当している。
メディアミックスとしてコミカライズされ、ウェブコミック配信サイト『コミックガルド』より2019年7月から隔週連載されているが、ウェブコミックアプリ「コミックガルド＋」のリリースされた後は最新話はこちらに掲載されるようになった。

## あらすじ
『主人公』の相川渦波は見覚えのない暗い回廊で目を覚ます。突然のことに動揺したまま人の気配がする方へ向かうと、そこには、人とモンスターが戦闘しているおとぎ話のような光景があった。会話の内容からこの場所が『迷宮』と呼ばれる危険地帯であると知った直後、探索者達から囮にされて死にかけるが、ゲームのようなシステムと正体不明のスキル『???』の発動でかろうじて危機を脱する。その後、ラスティアラ・フーズヤーズという少女に出会い、なんとか『迷宮』の外へたどり着いた渦波は、街で情報を集め、自分が異世界に来てしまったことを理解し、元の世界に帰還するべく「どんな望みでも叶う」という『迷宮』の『最深部』を目指す。
第一章（第1巻、web小説 第1話 - 第17話）
図書館で異世界の常識を学んだ渦波は、この世界で生きていくための資金と情報を手に入れるべく、迷宮の近くにある酒場で働きはじめる。特殊な出自と能力を隠すため「田舎から一攫千金を夢見て迷宮に挑んだが敗れた少年、ジークフリート・ヴィジター」という偽りの設定を演じて生活をしていると、あるとき、特別な才能を持つディアブロ・シスという男装の少女を見つける。打算的な考えでディアへと近づき、パーティを組むことに成功した渦波は、準備を整え、再び迷宮に挑戦する。酒場で集めた情報と現代の知識を上手く使い、二人は順調に迷宮の探索を進めていくが、第五層にて第二十層にいるはずのボスモンスター【二十守護者】「闇の理を盗むもの」に遭遇する。

## 登場人物

### 主要人物
相川 渦波（アイカワ・カナミ） / ジークフリート・ヴィジター（キリスト・ユーラシア）
- 『素質』7.00 → 6.21

本作の主人公。12月25日生まれ。身長174cm。黒髪黒目の日本人。16歳の高校生。両親が俳優とアーティストで、非常に整った容姿をしているが異世界で顔に火傷を負う。元の世界では妹と二人で暮らしていた。
現代的なモラルと価値観を持つ、臆病で優柔不断な少年。打算的に振舞い、感情を理屈で抑えようとするが情の移った相手を見捨てられない。恋愛には潔癖で『たった一人の運命の人』にこだわりを持つ。誰かの『理想』を映した、『物語』の『主人公』のような性格している。
幼い頃は役者として育てられ、才能のある妹にコンプレックスを抱いていたが、両親を失い、妹が難病を患ってからは自らの過ちに気付き、心を入れ替え、たった一人の家族を大切にすると誓った。妹のことを世界で一番大切に思っており、病弱な妹を残してきた元の世界に帰還するべく迷宮の最深部を目指す。
異世界で目覚めてからは、注視することで対象のステータスやスキルを見ることができる『表示』、異空間に物品を出し入れできる『持ち物』、仲間たちに経験値が分配される『パーティー』といったゲームのようなシステムをなぜか使えるようになった。ステータスの『素質』が異様に高く、レベルと比較して高い能力値を持つ。戦闘においては主に次元魔法と氷結魔法を使用し、剣術と『持ち物』を組み合わせた前衛の攪乱役を担う。状況に応じて基礎魔法から派生した応用魔法を作成し、次元魔法による空間把握と感知、氷結魔法による行動阻害などを得意とする、次元と冷気を操る魔法使い。焦燥や不安などの感情が極度に昂ぶるとスキル『???』が暴走し、無理やり精神を安定させて冷静に判断ができるようになる。
普段は身分を偽りながら生活しており、元の世界でしていたレストランのアルバイト経験を活かして街の酒場で働きはじめる。Web版では同じ世界の住人に見つけてもらうため「キリスト・ユーラシア」という偽名を使用していたが書籍版で「ジークフリート・ヴィジター」に変更された。
始祖カナミ
本編の開始より千年前、妹の陽滝と共に異世界へ召喚された相川渦波。『次元の理を盗むもの』。黒い仮面を着用している。
当時は『始祖』と呼ばれており、難病を患っていた陽滝を治療するために『使徒』シスや『聖人』ティアラと共に世界を巡る。また、千年後の魔法の基礎となる呪術や『ステータス』、『スキル』などの『システム』を開発していた。
その後、陽滝の治療に失敗し、絶望した渦波は復讐に走るも『使徒』シスに敗北する。『聖人』ティアラに説得され、千年かけて陽滝を治療する『迷宮』の計画を立てるが『使徒』レガシィの裏切りにより記憶の継承を妨害された。
当時の記憶を失った状態で千年後の『迷宮』に再召喚された渦波は、自身の魂を入れた妹の身体を使用しており、本来の『次元魔法』以外の『氷結魔法』『剣術』『並列思考』などは妹の持つ才能である。
次元属性の強大な魔法使いで、大陸を覆える程の感知魔法や、空間を操って距離を操作する魔法、魂を引き抜く即死魔法などを使用する。また、次元魔法による観察力と記憶力を活かして他人の『スキル』を模倣して習得することができるため四十個以上もの大量のスキルを持っていた。

ディアブロ・シス
- 『素質』5.00

金髪青眼の中性的な少女。愛称は『ディア』。本人は男と自称しているが、信じている人は少ない。
性格は一途で純真だが、幼少からの経験で価値観が捻じ曲がってしまっている。
剣の才能は皆無だが、剣に憧れを持っているため『クラス』は剣士で、接近戦を好む。カナミと共に迷宮の攻略を開始する。
後に片腕を守護者ティーダとの戦闘で失い、義手を着けるようになったが、剣士の道を諦めてはいない。
種族は『使徒』。背中にごく小さい羽があるが、飛べるわけではなく、普通の人間とほぼ変わらない。
『ステータス』は『魔力』に特化しており、神聖魔法を得意としている他、火炎魔法の《フレイムアロー》もよく用いる。
ラスティアラ・フーズヤーズ
- 『素質』4.00

白銀色の髪の美しい少女。黄金色の瞳。3歳（肉体年齢は16歳）。
前向きで享楽主義な、危なっかしい性格。
カナミとは原理や表記が違うが、他者のステータスを視られるスキル『擬神の目』を持っている。
身体能力に特化しており、武器・素手・魔法のどれでも強い万能な騎士。基本的な魔法を全て血に記録していることもあって、新しく魔法を覚える余地がないのが弱点。
正体は、フーズヤーズの上層部によって生み出された『魔石人間（ジュエルクルス）』であり、『聖人』ティアラを再誕させる器として作られた存在。聖誕祭の儀式までは、血肉にまで染み渡った多くの魔法に縛られていた。
マリア（マリア・ディストラス）
- 『素質』1.52 → 4.13

黒髪黒目の少女。
寂しがり屋で甘えたがりで見栄張りな性格。
ファニアの辺境に住んでいた、黒髪黒目の一族ディストラスの末裔。故郷の村が戦によって滅んだことによって奴隷市場に売られていたが、そこを偶然にも立ち寄ったカナミによって買われて救われている。カナミの役に立ちたいがために率先して家事をしている。
聖誕祭の日に『火の理を盗むもの』の『試練』を乗り越え、心身ともに大きく成長した。
先天スキルとして、物事の本質が見えてしまうスキル『炯眼』を持つ。アルティから火炎魔法を伝授してもらっており、後にそのアルティと同化して力を受け継いでいる。
カナミとの戦闘後に『炯眼』を捨てるために自ら両目を抉り出して、義眼になっている。アルティとの同化後は、炎で周囲の情報を収集できるようになった。
パリンクロンによって記憶を改竄されている間は、カナミの妹として異世界から来たと思い込まされていた。
スノウ・ウォーカー
- 『素質』2.62

海のさざなみのような長い青髪を靡かせた竜人の少女。
ギルド『エピックシーカー』のサブマスターの1人。年齢はカナミと同じ16歳。
過去のトラウマから自分で選択することと本気になることを恐れており、少しでも自分が楽をしたい性格の持ち主。『本当の英雄』を求めている。
『四大貴族』の一つであるウォーカー家の養子で、『最強』グレンの義妹。名誉を獲得することを義母から強制されている。政略結婚をするように言われているものの、本人は乗り気ではなくなんとかして回避したいと思っている。
得意魔法は振動魔法と古代魔法。『すがりつく』性質の魔力を持つ。人間と根本的な身体構造が違う『竜人』であり、環境への適応力が高く、振動魔法の専門家であることも相まって水中戦を非常に得意とする。また、血が濃いため『竜化』が可能であり、その力は『ステータス』の差を覆す程。
新暦1013年時点では世界で唯一の『竜化』可能な竜人で、本来は義兄のグレンではなく彼女が『最強』の称号を持つ。だが、重責に耐えかねた彼女はその称号などをグレンに押し付けている。
リーパー（『影慕う死神（グリム・リム・リーパー）』）
黒髪の少女の姿をした魔法。1歳（外見年齢は7〜8歳）。ローウェンとは親友。
同名の童話の死神をモデルとされており、『呪い』によって視認されている間は実体が無くなる。闇属性と次元属性の魔法を使う。魔力や記憶・感情をやり取りできる『繋がり』を作る能力を持ち、大人数から魔力を搾取することで無限に近い魔力供給を得ることも可能。
千年前、『北』についていた頃の始祖カナミによって、『南』の三騎士の一人だったローウェンを殺すために創られた。
30層に足を踏み入れたカナミの前に、ローウェンとともに出現しており、ローウェンを殺すための魔力を得るべく、一方的にカナミと契約をしている。
後にローウェンの死によって『呪い』は解かれ、実体が無くなる力は失われている。
ライナー・ヘルヴィルシャイン
- 『素質』1.89 →3.87

『四大貴族』の一つ、ヘルヴィルシャイン家の拾われ子。フランリューレとハインの義弟。
卑屈で自己評価が低く、自己犠牲に走りがち。
風魔法と双剣で戦う騎士。自傷を厭わず特攻する戦い方を得意とする。カナミたちと関わっていく中で、守護者のローウェン・アイド・ティティーらにスキルや魔法を教わり、『世界奉還陣』に溶かされたワイスからハインの魂を受け継いで『ステータス』『素質』を大きく向上させ、ヒロインたちに匹敵する仲間へと成長した。迷宮66層裏でのノスフィー戦で、詳細不明の『みんな』の力を借りる風の腕《ヘルヴィルシャイン・二重奏剣》に覚醒する。
エルトラリュー学院に通っており、試験で迷宮を訪れた際にカナミに命を救われている。
聖誕祭の後、三名の欠員が出た『天上の七騎士』に序列七位で数合わせとして入る。フェーデルトに唆されたことで、ハインの復讐の為にカナミ・ラスティアラ・パリンクロンの命を狙う。しかし、『舞闘大会』や『本土』でのローウェンやワイスとの交流を経て復讐心は薄れていき、最終的に『世界奉還陣』の戦いでワイスからハインの魂を受け継いだことで、義兄の意思を継いでカナミとラスティアラを守ることを誓う。

### 天上の七騎士（セレスティアル・ナイツ）
『再誕』する聖人ティアラのため、予言に従ってフーズヤーズ国が用意した七人の人類最高峰の騎士たち。
ペルシオナ・クエイガー
- 『素質』1.56

『天上の七騎士』総長。序列一位。
女性。戦闘の際には全身に黒い鎧を身に着けるため、兜によって顔が見えなければ、低い声のせいで男性だと思われることもある。
ハイン・ヘルヴィルシャイン
- 『素質』1.98

『天上の七騎士』の一人。序列二位。
金髪の美丈夫の男性。
十八歳の頃には現在の地位に上り詰めていた。ラスティアラの教育係 。
ラスティアラに自発的に『再誕』の儀式を拒否させてその命を救うべく、カナミとラスティアラに恋をさせようと目論んでいた。
聖誕祭の日、ラスティアラたちを逃がすためにパリンクロンと戦い、命を落としている。その首はパリンクロンによってカナミの眼前に突き付けられ、カナミの精神を追い詰めた。
その遺体はワイスの主な『材料』として使われ、『再誕』を拒否したハインはワイスに身体を譲って身を引いた。その魂は、後にワイスから義弟のライナーへと受け継がれる。
モネ・ヴィンチ
『天上の七騎士』副総長。序列三位。
ハインの魔法の師匠。魔法に特化した騎士だと思われる。
苦労性のお父さん的な騎士。
セラ・レイディアント
- 『素質』1.57

『天上の七騎士』の一人。序列四位。
青っぽい銀髪の獣人の女性。
可愛い女の子を好む。『異邦人』であるカナミに近いモラルを持っており、騎士の中では潔癖症と言われていた。
斬り上げを主体とする独自の剣術の使い手。『獣化』で狼に変身することができ、常獣離れした速さを持つ上、他人を背中に乗せることができる。
聖誕祭の際に『天上の七騎士』を抜け、ラスティアラの騎士として彼女の逃亡に手を貸しており、その後も行動を共にしている。
名前の由来はマジック:ザ・ギャザリングのキャラクター、セラと大天使レイディアント。
ラグネ・カイクヲラ
- 『素質』1.12

『天上の七騎士』の一人。序列五位。
茶髪のショートカットの若い少女の騎士で、「〜っす」口調。
『数値に表れない数値』に特化した騎士。『魔力物質化』の鋭い刃を用いて戦い、先手を取って相手を圧倒する戦闘スタイルを得意としている。
カナミに対しては、迷宮二十層での決闘、フーズヤーズ大聖堂での追激戦で一方的に連敗している。『舞闘大会』ではカナミにラスティアラとセラを気遣う様子を見せ、試合前に八百長を行った。決勝戦直後、ローウェンの魔石に異常な執着を見せている。
技能や外見に、ローウェンとの若干の共通点が見られる。
ホープス・ジョークル
- 『素質』1.12

『天上の七騎士』の一人。序列六位。
白髪混じりの騎士。
魔力を持たないため、魔法は一切使えない。防戦とカウンターに向いた剣術を使い、時間稼ぎを得意とする。
名前の由来はマジック:ザ・ギャザリングのカードであるジョークルホープス。
パリンクロン・レガシィ
- 『素質』1.80 → 4.89

『天上の七騎士』の一人。序列七位。
癖のある茶色の髪の男性。
胡散臭くろくでもないが、人を惹き付ける何かを持つ人物。
フーズヤーズ国の騎士であると同時に、ラウラヴィア国のギルド『エピックシーカー』のサブマスターの1人。実家はヴァルト国のレガシィ家。
禁じられた呪いの魔法、『呪術』を習得している騎士。大陸有数の感知魔法の専門家であり、精神魔法も得意とする。また、騎士として剣術を修得している他、類稀な『観察眼』の先天スキルを持ち、人間観察に長けている。
十年ほど前から千年前の使徒レガシィの記憶と力を持ち、レガシィの『始祖カナミともう一度遊びたい』という未練を果たさせる為に暗躍してきた。彼自身の本当の願いはカナミに勝つことだが、レガシィの未練と表面上被っていたせいで気づけていなかった。
かつては非常にまともな性格で、人望もあり、決闘では負け知らずで『神童』と呼ばれていた。ハイン・グレン・レイルとは幼馴染。
後にティーダの魔石を飲み込んだことで、『闇の理を盗むもの』の力を手にし、『ステータス』『素質』が底上げされている。
名前の由来はマジック:ザ・ギャザリングのキャラクターであるパリンクロン、および作中に登場するレガシーの兵器。
フランリューレ・ヘルヴィルシャイン
『四大貴族』の一つ、ヘルヴィルシャイン家の七女。ハインの妹。長い金髪をツインテールにした少女で、「〜ですわ」口調。
風魔法と双剣を使う騎士。ペルシオナ・ラグネとの連携では砲台役だった。体術の心得もある。
エルトラリュー学院に通っており、試験でパーティーのリーダーとして迷宮を訪れた際にカナミに窮地を救われて惚れているが、当のカナミには苦手意識を持たれている。
聖誕祭の後、三名の欠員が出た『天上の七騎士』に、序列六位で数合わせとして入る。
『舞闘大会』一日目の夜、ディアの友人になった。
ライナー・ヘルヴィルシャイン

### フーズヤーズ国
ティアラ・フーズヤーズ
レヴァン教で信仰されている『聖人』。『始祖』とも呼ばれる。魔法を創り上げたとされる人物。自身の『再誕』を含む『予言』を残している。
レヴァン教の伝承では、正義の使徒シスと組んで『南』の人類を統一し、『北』の『狂王』や使徒ディプラクラと戦ったとされる。
カナミの千年前の記憶では、始祖カナミの弟子だった。神聖魔法と鮮血魔法を得意としていた模様。
千年後の時代に『再誕』するため、自身の人格を術式として血に残し、フーズヤーズ大聖堂に保管させている。
フェーデルト・リオアス
連合国フーズヤーズの宰相代理。濁った目をした壮年の男。
手段を選ばない気質だが、国への忠誠だけは誰にも負けない人物。
聖誕祭の『再誕』の儀式の主催者。

### ギルド『エピックシーカー』
ラウラヴィア国に属する『英雄を捜すギルド』。かつて、当時の『最強』ウィル・ウォーカーによって設立された。面接を担ったサブマスターのパリンクロンによって、変人揃いの歪な集団となっている。
スノウ・ウォーカー

パリンクロン・レガシィ

レイル・センクス
- 『素質』1.09

『エピックシーカー』のサブマスターの男性。パリンクロンの幼馴染の一人。
カナミのことを心の底から心配しており、カナミ・マリアを幸せにする為にパリンクロンによるカナミの記憶改竄に協力している。
ウィル・ウォーカー（ウィル・リンカー）
故人。グレンから数えて先々代の『最強』。ギルド『エピックシーカー』の設立者。
『四大貴族』の一つであるウォーカー家の養子で、スノウ・グレンの義兄にあたる。
『本当の英雄』を捜し求めており、義妹のスノウに期待していた。
数年前、スノウ・グレン・パリンクロンらと共に迷宮の20層に踏み入った際、召喚された守護者ティーダからスノウを庇って死亡している。

### 四大貴族
グレン・ウォーカー
- 『素質』2.19

『最強』の英雄。赤銅の髪の男性。
『四大貴族』の一つであるウォーカー家の養子。
スノウの義兄であるが、妹であるスノウをさん付けで呼んでいる。
『最強』の称号は伊達ではなく、『天上の七騎士』に囲まれても圧倒するなど対人戦に特化している。一方、守護者に対してはトラウマがあり、モンスターとの戦闘は不可能。
柄に紐を付けた複数の短刀を投げ、自在に操って戦う。さらに、道具や地魔法をも絡ませることで、非常に幅広い戦術を有する。勘が非常に鋭い。
『舞闘大会』で『最強』の称号を譲り渡した後は、古巣である『エピックシーカー』の末席に名を連ねている。
フェンリル・アレイス
『剣聖』と呼ばれる初老の男性。60近い年齢
『四大貴族』の一つ、アレイス家の十九代目当主。
普段は見世物用の丁寧な剣術を使っているが、その本領は邪道の暗殺剣。
ディアのことを目にかけており、可愛がっている。
エルミラード・シッダルク
- 『素質』1.67

『四大貴族』の一つ、シッダルク家の嫡男。肩まで伸びた金髪を無雑作に流した、切れ長の目の男。
スノウの婚約者であり、カナミをライバル視している。
ラウラヴィア国の主力ギルド『スプリーム』のリーダーであり、エルトラリュー学院の主席騎士。
魔法寄りの騎士。柔軟な剣技と高速魔法が一体化しており、全ての動きが無駄なく連動しているのが強み。
名前の由来は聖☆おにいさんに登場するブッダもといゴータマ・シッダールタ。

### 探索者
ワイス・ハイリプローペ（web版ではハイリ・ワイスプローペ）
- 『素質』3.25

白い髪を後ろに垂らした、病人のように痩せこけた白い肌の少女。
パリンクロンがハインの再誕を目指して作った『魔石人間』。しかし、足りない血をカナミのもので補おうとしたことで性別が女性に引っ張られ、失敗してしまった。失敗作であることもあって、その寿命は非常に短い。また、『材料』となった人物たちの記憶と能力の一部を継承している。
ハインと同じく双剣を武器とし、戦闘では風魔法を主に用いる他、カナミには大きく劣るものの次元魔法も習得している。
記憶の中の騎士ハインを尊敬しており、友の為に生きるという生き方と『生まれ』と『運命』に翻弄される人達を救いたいという想いを継承している。
パリンクロンに捨てられた後、親友のシアと共に迷宮探索を開始。カナミたちが『舞闘大会』に注力している間に四十層に到達し、召喚した守護者アイドをパーティーに加えていた。
パリンクロンに挑み、『世界奉還陣』に溶かされて死亡。その際、《魔力変換 / レベルアップ》の儀式魔法でハインの魂をライナーに託している。
シア・レガシィ
- 『素質』0.46

栗色の長髪の明るい少女。ワイスやライナーのパーティーのリーダーをしている。
パリンクロンの姪だが、胡散臭い彼とは違って明るく純真。むしろ、年齢の割に異様に幼く感じられる程。
『ステータス』が異常な程低く、スキルも一切無い為、迷宮探索には明らかに向いていない。しかし、パリンクロンによると『数値に現れない数値』があるらしい。
十年ほど前、レガシィ家の使命に従って、千年前の『使徒』レガシィの『再誕』の器にされ、人格を徐々に侵食されていた。しかし、熱血漢だった若き日のパリンクロンによって使徒の力の全てを奪われ、弱く純真なままとなった。

### 守護者（ガーディアン）
十守護者『火の理を盗むもの』 アルティ
- 『素質』2.61

女性。赤髪の少女の姿をした守護者で、首から下が火となっている。混じりモンスターはフレイムエレメントフェアリー。
自身の『未練』は恋を成就させることであると語り、マリアの悲恋を叶えることで自身の悲恋を叶えようとした。本当の『未練』は『何も伝えられなかったこと』。
火炎魔法を極めた魔法使い。接近戦は得意としていない。マリアと同じスキル『炯眼』を持つ。
マリアとディアに得意の火炎魔法を教えている。消滅後、魔石となってマリアと同化している。
名前はファイナルファンタジーシリーズに由来している。
二十守護者『闇の理を盗むもの』 ティーダ・ランズ
男性。黒い影、液体ともとれる姿をした守護者。混じりモンスターはシャドウスライム。
闇属性の精神魔法が得意。不定形な流体の身体を持ち、不死身に近い。
カナミとディアとの激闘の末、『未練』を解消して倒される。魔石はディアの治療費としてヴァルトに売り払われた後、パリンクロンの手に渡って同化した。
後に魔石はパリンクロンとの同化が解け、周囲に展開されていた『世界奉還陣』に呑み込まれた。
生前は千年前のフーズヤーズの『三騎士』の1人。当時の愛剣は『ルフ・ブリンガー』。
名前の由来はファイナルファンタジーシリーズの登場人物であるティーダ。
三十守護者『地の理を盗むもの』 ローウェン・アレイス
男性。くすんだ栗色の髪を垂らした、疲れた目をした青年。混じりモンスターはアラクネガーゴイル。
生前はアレイス家の3代目当主として戦争に参加していた。リーパーとともに『世界奉還陣』に飲み込まれて千年後に跳ばされてしまい、三十層の守護者となっている。
『英雄』になり、『栄光』を手にすることが自身の『未練』であると勘違いし、『舞闘大会』でカナミを打ち破っての優勝を目指す。本当の『未練』は複数あったが、最後に残ったのは親友であるリーパーそのもの。
『理を盗むもの』でありながら魔法を好まず、自身が幼少から鍛え上げた世界最高の『剣術』で戦う。『魔力物質化』で剣を伸ばして遠距離にも対応する他、スキル『感応』によって化け物じみた勘の良さを持つ。
その強さは反則的で、ノスフィーに「アレイスにコミュニケーション能力が備わっていたら、わたくしは千年前の戦いで北に勝っていた」と言わしめるほど。
生前は千年前のフーズヤーズの『三騎士』の1人。『アレイス家の宝剣』は彼の生前の愛剣である。消滅後、彼の魔石は剣の鍔にはまり、『アレイス家の宝剣ローウェン』となった。
四十守護者『木の理を盗むもの』 アイド
白い長髪の背の高い男性。白衣を纏い、眼鏡をかけている。混じりモンスターはホワイトツリーフォーク。
千年前の北の国では宰相を務めていた。ロードの義理の弟。『魔人』で、種族は『樹人』。
回復魔法を得意としており自身の戦闘力は低い。そのため戦闘では後衛を務めているが、緊急の場合は小枝と身体能力強化の魔法で戦う。戦いの才能こそ無いものの、地道な小細工が非常に得意。
守護者としての『未練』を、『統べる王』の帰還と大陸の平和であると考えている。
カナミとパリンクロンの決戦の決着後に、カナミの持つ魔石やティーダの魔石、陽滝を回収しようとしたが、ライナーによって妨害されたことで陽滝だけを回収して姿を眩ませた。
カナミとの決闘の末，自分の本心に触れ、本当の未練に気付く。
五十守護者『風の理を盗むもの』　 ロード・ティティー
翠色の長髪の女性。髪を結ってポニーテールにしている。翼が生えており、それを使い飛ぶことができる。かつての北の国の『統べる王』。一人称は『わらわ』。『魔人』で、種族は『半鳥人』。混じりモンスターはデミワインドバード。
迷宮の66層の裏に存在する『向こう側』にて、千年前の『ヴィアイシア国』をそのまま再現された場所で生活している。自身の未練を『ヴィアシイア国を平和に導くこと』と思い込んで努力するも，子供ながらに王としての重圧を課され，弟には見栄を張って本心を打ち明けられずに押しつぶされてしまう。渦波の魔法<次元決戦演算『前日譚』>で人生と向き合って本当の未練に気付く。
風属性の強大な魔法使いで、魔力制御に長けている。守護者最速。非常に高い身体能力を持ち、風の魔力で構成した銃剣で近距離にも遠距離にも対応する。
六十守護者『光の理を盗むもの』 ノスフィー・フーズヤーズ
長い黒髪の女性。混じりモンスターはホーリーラミア。
千年前の『南連盟』の象徴である『御旗』。『魅了』の『呪い』を刻まれていたが、『世界奉還陣』に飲まれて死んだことで解除され、制御可能となっている。千年前、使徒シスに敗北して自失状態となっていたカナミと形だけの婚姻をしていた。
高位の光魔法の使い手で、人間・モンスター・魔法の術式といった多様な存在と『話し合い』を行える。光の魔力を固めた旗を初めとして様々な武器の扱いにも精通し、鮮血魔法によって相川兄妹の能力を一部再現することも可能。その能力は対話と捕縛に向いており、拮抗した殺し合いは苦手としている。
魔石人間としての生まれから家族愛に飢えており，父親にあたる渦波に執心する。
七十守護者『血の理を盗むもの』 ファフナー・ヘルヴィルシャイン
千年前の『南』の『三騎士』の1人。愛剣は『ヘルヴィルシャイン家の聖双剣・双翼』。自傷を厭わない突撃を得意としていた狂戦士。
信仰のために平気で主を裏切り、勝手に試練を与える性格の人物。
生まれながらの弱者である『理を盗むもの』たちに憧れ，狂人の演技を続けてきた強者。自分一人で自分の本当の未練に気付ける程に心が強い。そのせいで『心が弱い』ことが条件である『理を盗むもの』にはなれず、あくまで『血の理を盗むもの代理』である。渦波とセルドラに特に強い憧れを持つ。
敬虔な碑白教の信徒で、世界の救済の為に『大いなる救世主』を求める。
八十守護者『無の理を盗むもの』 セルドラ・クイーンフィリオン
蒼髪の竜人の男性。ロードとは生前の知り合いで親友。千年前の最強で，ヴィアイシアの総大将。『適応』の理を与えられ，どんなことにもすぐに飽きてしまう。ただし，人の苦痛には飽きることがなかったため、南の国に潜入して非人道的なことにも多く加担していた。
九十守護者『次元の理を盗むもの』 ノイ・エル・リーベルール
世界の主として魔の毒の管理を長年行っていたが，あまりに長い歳月に精神が崩壊してしまう。
自分が『安心』して余生を過ごせるように，新たな『世界の主』を求めて使徒を派遣する。非常に臆病な性格になってしまい，人前に姿を表すことはほとんどない。
百守護者『水の理を盗むもの』 アイカワ・ヒタキ

### 使徒
詳細不明。レヴァン教の伝承では神の代行者にあたり、千年前に天から降臨して世界を平和に導こうとしたとされる。
シス
伝承では、『聖人』ティアラと組み、『南』の人類を統一して『北』と戦った正義の使徒。レヴァン教の主な信仰対象の一人。
カナミの千年前の記憶では、濃い金色の髪をなびかせた、中性的な顔立ちの大人の女性。始祖カナミと『契約』して『聖人』とし、カナミとティアラと三人で陽滝の病を治そうとしていたが、治療の失敗で陽滝が死んでしまったことでカナミと仲違いし、敵対関係となっていた。『世界奉還陣』の戦いで退場した模様。
千年後、充分な魔力を得たディアの身体を使って復活し、世界平和を成すべく行動を開始した。ディアとは身体を共有しており、主導権は基本的にシスが握っている。
独善的で、人の話を聞かない性格。感情の浮き沈みが激しく、お喋り。ディアに対しては好意的だが、向こうからは嫌われている。
ディプラクラ
伝承では、『北』の『狂王』と組み、『世界奉還陣』を起動して世界を滅ぼそうとした裏切りの使徒。
千年前、孤児院時代のティティーに『理を盗むもの』について説明したらしい。少なくとも『世界奉還陣』までには退場していた模様。シス曰く「観葉植物にしてやった」らしい。
千年後の所在は、フーズヤーズ本国の大聖都の中心に生えている『世界樹（ユグドラシル）』の内部。現在の地上で『聖人』と呼ばれる偉人たちは、この『世界樹』の声を聞いていたらしい。
レガシィ
伝承には存在しない三人目の使徒。千年前の『世界奉還陣』の後まで生き残っていた。
千年後の状況を不安定にして『始祖カナミともう一度遊びたい』という未練を叶えるべく、迷宮完成直前にカナミを裏切って記憶の継承を妨害した。
千年後はパリンクロンの中にいたが、主導権はパリンクロンが握っていた。

### 元の世界
相川 陽滝（アイカワ・ヒタキ）
渦波の二歳年下の妹。何らかの病を抱えている模様。
渦波と同じく、千年前に異世界に召喚されていた。『水の理を盗むもの』。
千年前、病の治療に失敗して『化け物』と化した末に死んでしまう。その後、彼女の復活の為に始祖カナミと聖人ティアラが千年後の『迷宮』の計画を立てることになる。
千年後、ラスティアラが迷宮に入ったことで、魂が休眠した状態でレベル1で迷宮1層に召喚され、身体に入れられていたカナミの魂によって乗っ取られて行動を開始する。カナミの先天スキルにあった『剣術』と『氷結魔法』、後天スキルとして途中で増えた『並列思考』は彼女の才能。
後に、休眠したままの魂を抜かれて、入れられた始祖カナミの抜け殻の身体を無意識に乗っ取って『再誕』した。

## 用語
名前のない世界
物語の舞台となる世界。
相川渦波が迷宮に召喚されたのは新暦1013年。
本土 / 祖の生まれた地（ヴァレンシズ）
世界の中心扱いとなっている、最も豊かな大陸。
境界戦争
大陸の南北の連盟の間で長い間続いている、世界で最も規模の大きい戦争。その発端は千年前に遡る。
千年前は人間と魔人による種族間の戦争だったが、現在は領土や権益が主な原因となっている。
北連盟
『本土』大陸の北側の国々。千年前はヴィアイシア国が盟主だった。
南連盟
『本土』大陸の南側の国々。盟主はフーズヤーズ国で、最前線はヴァルト国。

開拓地 / 果ての地（リヴァーシズ）
東の大陸。千年前はこちらが栄えていたが、戦争の末に『世界奉還陣』によって滅んだ。当時の資源や遺跡やモンスターが残されており、中心部には『迷宮』が存在している。
迷宮連合国
『迷宮』を攻略し利益を得る為に『本土』の国々が作った、拠点となる派生国。
『南連盟』のフーズヤーズ、ヴァルト、ラウラヴィア、グリアードに、中立国からエルトラリューを加えた五カ国が参加している。

元の世界
渦波達が暮らしていた世界。21世紀の現代日本。
相川兄妹が異世界に召喚されたのは西暦2012年（新暦0000年）。
魔力 / 魔の毒
千年前は『魔の毒』と呼ばれていた。始祖カナミが『魔力』と名付け、千年後ではそちらの呼称が使われている。
『火』『水』『土』『木』『風』『光』『闇』『血』『無』『星』『次元』等の属性がある。
魔法
詠唱
『代償』を払い、魔法を『呪術』でブーストする技術。属性に合わせたものを選ぶ必要があり、選んだ属性によって払う『代償』の傾向も変わってくる。
一般的なものは詠んでいる時間を失っているだけだが、重いものになると精神に不可逆の変質をきたす。
呪術
何かを犠牲にして力に変える技術。
『魔法』と比べ多くの対価を必要とし、使い勝手が悪いとされる。
千年後の世界では禁術に指定されており廃れているが、その技術は言葉を変えて魔法のところどころに潜んでいる。
本当の『魔法』
術者の人生そのものを『詠唱』し、『代償』とした魔法。

ステータス / 変換結果
千年前に始祖カナミが開発し、広まったもの。魔力で構成されている。
『素質』
『ステータス』の能力値のレベルごとの上昇幅に関係している数値。魂の純度。この数値自体は、基本的に変動しない。
一般人は1.00前後。2.00からは、何らかの異常が人体にある。
作中では、守護者の魔石との融合・分離によって上下が見られた。この際の数値の変動は単純な加算である模様。
ローウェンによると、『スキル』の習得にも関係しているらしい。
《レベルアップ / 魔力変換》
『魔力 / 魔の毒』を『変換結果 / ステータス』に換える儀式魔法。溜まった『経験値』を『レベル』に変換する為に使用されるのが一般的。
千年後の世界では『神聖魔法』に分類されているが、本来は『魔力 / 魔の毒』を犠牲にして力に変える『呪術』である。
クラス / 自己認識
本人の自己認識によって自動で決定され、『ステータス』上昇の指向性に影響を与える。
『クラス』がない場合、『ステータス』の上昇は本来の向き不向きに沿って行われる。

獣人 / 魔人
『魔力 / 魔の毒』によって、モンスターに近づいてしまった人間。
千年前は『魔人』と呼ばれて迫害されていたが、ティアラのレヴァン教によって徐々に『獣人』という呼称が浸透し、差別は少なくなっていった。
血の濃い獣人は『獣化』が可能。
魔石人間（ジュエルクルス）
人肉と宝石・魔石をこねて創られた人造人間。後天スキルに『素体』を持つ。
理を盗むもの
千年前に複数存在した、盗んだ理の力を振るう不老の存在。
その力は『未練』の多さに比例しており、『未練』を完全に解消すると消滅する。逆に言えば、『未練』がある限り簡単には死ねない。身体と心のいずれかが死ぬことで、『半死体（ハーフモンスター）』という状態になる。
翼人種
詳細不明。『獣人 / 魔人』と違い、『魔力 / 魔の毒』で変化した訳ではないらしい
千年前よりも遥か昔の伝説で語られていた存在。伝説では、『魔の毒』を操って火や風を起こしていたとされる。
迷宮
始祖カナミと聖人ティアラが相川陽滝を復活させる為に創り上げた巨大遺跡。『探索者を強くする』という目的に沿って作られている。
外観は、濁った宝石に飾られた巨木の根本に古びた建造物がくっついたもの。
守護者（ガーディアン）
『迷宮』の十層ごとに配置された、強力なボスモンスター。千年前の『理を盗むもの』たち。配置された階層に合わせて、制限された強さに固定されている。
担当の層に人間が初めて入ったとき、『異邦人召喚』の術式によって召喚される。
最深部
世界の『理』と『記憶』と『力』で満たされた、極めて広大な空間。

世界奉還陣
千年前の伝承で、大陸の生物の大半を飲みこんだ『魔法陣』。
生物の綻びから魔力を抜き取り、溶かしていく。『迷宮』と同系統の術式で、『最深部』と繋がっている。

## 既刊一覧

### 小説
- 割内タリサ（著）・鵜飼沙樹（イラスト） 『異世界迷宮の最深部を目指そう』オーバーラップ〈オーバーラップ文庫〉、既刊16巻（2021年8月25日現在）
  1. 2014年7月25日発売[56]、ISBN 978-4-906866-79-3
  2. 2014年10月25日発売[57]、ISBN 978-4-86554-009-3
  3. 2015年2月25日発売[58]、ISBN 978-4-86554-034-5
  4. 2015年7月25日発売[59]、ISBN 978-4-86554-061-1
  5. 2015年10月25日発売[60]、ISBN 978-4-86554-074-1
  6. 2016年1月25日発売[61]、ISBN 978-4-86554-090-1
  7. 2016年7月25日発売[62]、ISBN 978-4-86554-131-1
  8. 2016年11月25日発売[63]、ISBN 978-4-86554-170-0
  9. 2017年9月25日発売[64]、ISBN 978-4-86554-255-4
  10. 2018年3月25日発売[65]、ISBN 978-4-86554-313-1
  11. 2018年8月25日発売[66]、ISBN 978-4-86554-387-2
  12. 2019年7月25日発売[67]、ISBN 978-4-86554-524-1
  13. 2020年1月25日発売[68]、ISBN 978-4-86554-602-6
  14. 2020年6月25日発売[69]、ISBN 978-4-86554-680-4
  15. 2021年1月25日発売[70]、ISBN 978-4-86554-825-9
  16. 2021年8月25日発売[71]、ISBN 978-4-86554-979-9

### 漫画
- 左藤圭右（作画）・割内タリサ（原作）・鵜飼沙樹（キャラクター原案） 『異世界迷宮の最深部を目指そう』オーバーラップ〈ガルドコミックス〉、既刊8巻（2025年6月25日現在）
  1. 2020年1月25日発売[72][73]、ISBN 978-4-86554-604-0
  2. 2020年6月25日発売[74]、ISBN 978-4-86554-687-3
  3. 2021年1月25日発売[75]、ISBN 978-4-86554-833-4
  4. 2021年8月25日発売[76]、ISBN 978-4-86554-990-4
  5. 2023年5月25日発売[77]、ISBN 978-4-8240-0510-6
  6. 2024年3月25日発売[78]、ISBN 978-4-8240-0776-6
  7. 2024年11月25日発売[79]、ISBN 978-4-8240-1002-5
  8. 2025年6月25日発売[80]、ISBN 978-4-8240-1231-9